# Liste des forces aéronavales
Cette liste alphabétique des forces aériennes identifie les noms et cocardes actuels et historiques pour les branches aériennes militaires des pays qui ont une force aéronavale. À la fin, une liste sépare les nations n'existant plus, mais qui a toutefois exploité une force aéronavale. Les noms de pays en italique indiquent qu'ils ne sont pas généralement reconnu internationalement en tant qu’États indépendants, mais qui néanmoins réussi à aligner un service aéronaval actif. Pour plus d'informations sur la taille des forces aéronavales, voir la liste des pays selon la taille des forces armées.
- Haut – A
- B
- C
- D
- E
- F
- G
- H
- I
- J
- K
- L
- M
- N
- O
- P
- Q
- R
- S
- T
- U
- V
- W
- X
- Y
- Z

## A
| Pays            |                                               | |                                               | Fondée         |
| Pays            | Force aérienne Nom d'origineActuelle Ancienne | Force aérienne Nom d'origineActuelle Ancienne                                                        | Force aérienne Nom d'origineActuelle Ancienne | Fondée         |
| --------------- | --------------------------------------------- | --- | --------------------------------------------- | -------------- |
| Algérie         |                                               | Aéronavale algérienne                                                                                |                                               | 1962 - présent |
| Allemagne       |                                               | Aviation navale Marineflieger                                                                        |                                               | 1955 - présent |
| Allemagne       |                                               | Marineluftschiffe-Abteilung                                                                          |                                               | 1912-1919      |
| Allemagne       |                                               | Division aérienne navale de l'Empire allemand Die Marinefliegerabteilung des deutschen Kaiserreiches |                                               | 1911-1919      |
| Arabie saoudite |                                               | Aviation navale royale saoudienne                                                                    |                                               |                |
| Argentine       |                                               | Aviation navale argentine Comando de Aviación Naval Argentina                                        |                                               | 1919-présent   |
| Australie       |                                               | Forces aériennes de la marine australienne Australian Navy Aviation Group ou Fleet Air Arm           |                                               | 1947-présent   |

## B
| Pays       |                                               | |                                               | Fondée       |
| Pays       | Force aérienne Nom d'origineActuelle Ancienne | Force aérienne Nom d'origineActuelle Ancienne                                                                      | Force aérienne Nom d'origineActuelle Ancienne | Fondée       |
| ---------- | --------------------------------------------- | --- | --------------------------------------------- | ------------ |
| Bahreïn    |                                               | Branche aérienne de la marine royale de Bahreïn                                                                    |                                               | 1994-présent |
| Bangladesh |                                               | Aviation navale du Bangladesh                                                                                      |                                               | 2011-présent |
| Brésil     |                                               | Aviation navale brésilienne Aviação Naval Brasileira                                                               |                                               | 1965-présent |
| Brésil     |                                               | Service de l'aviation navale Serviço de Aviação Naval                                                              |                                               | 1916-1941    |
| Bulgarie   |                                               | Aviation navale bulgare Aviatsia Na Bulgarskiya Voennomorski Flot (AnBVMF)                                         |                                               | 1992-présent |
| Bulgarie   |                                               | Escadron de guerre anti-sous-marine indépendante de la marine Otdelna Protivolodachna Eskadrila na VMF (OPLEV-VMF) |                                               | 1959-1990    |
| Bulgarie   |                                               | Aviation navale bulgare                                                                                            |                                               | 1915-1918    |

## C
| Pays         |                                               | |                                               | Fondée       |
| Pays         | Force aérienne Nom d'origineActuelle Ancienne | Force aérienne Nom d'origineActuelle Ancienne                                                                                     | Force aérienne Nom d'origineActuelle Ancienne | Fondée       |
| ------------ | --------------------------------------------- | --- | --------------------------------------------- | ------------ |
| Chili        |                                               | Aviation navale de la marine du Chili Aviación Naval de la Armada de Chile                                                        |                                               | 1953-présent |
| Chili        |                                               | Aviation navale du Chili Aviación Naval de Chile                                                                                  |                                               | 1919-1930    |
| Chine        |                                               | Force aérienne navale de l'armée populaire de libération 中国人民解放军海军航空兵' Zhongguo Renmin Jiefangjun Haijun Hangkongbing |                                               | 1953-présent |
| Colombie     |                                               | Commandement de l'aviation navale Comando de Aviación Naval                                                                       |                                               | 1935-présent |
| Corée du Sud |                                               | 6e escadre aérienne de marine de la République de Corée                                                                           |                                               |              |
| Cuba         |                                               | Aviation navale de Cuba Aviación Naval de Cuba                                                                                    |                                               | 1934-1952    |

## D
| Pays                   |                                               |                                                                            |                                               | Fondée       |
| Pays                   | Force aérienne Nom d'origineActuelle Ancienne | Force aérienne Nom d'origineActuelle Ancienne                              | Force aérienne Nom d'origineActuelle Ancienne | Fondée       |
| ---------------------- | --------------------------------------------- | -------------------------------------------------------------------------- | --------------------------------------------- | ------------ |
| République dominicaine |                                               | Corps de l'aviation navale dominicaine Cuerpo de Aviación Naval Dominicano |                                               | 2003-présent |

## E
| Pays       |                                               |                                                                                  |                                               | Fondée       |
| Pays       | Force aérienne Nom d'origineActuelle Ancienne | Force aérienne Nom d'origineActuelle Ancienne                                    | Force aérienne Nom d'origineActuelle Ancienne | Fondée       |
| ---------- | --------------------------------------------- | -------------------------------------------------------------------------------- | --------------------------------------------- | ------------ |
| Équateur   |                                               | Aviation navale équatorienne Aviación Naval Ecuatoriana                          |                                               | 1967-présent |
| Espagne    |                                               | Flotte d'aéronefs Flotilla de Aeronaves                                          |                                               | 1954-présent |
| Espagne    |                                               | Aéronautique navale Aeronáutica Naval                                            |                                               | 1920-1939    |
| Espagne    |                                               | Aviation navale Aviación Naval                                                   |                                               | 1917-1920    |
| États-Unis |                                               | Aviation navale des États-Unis United States Naval Aviation                      |                                               | 1947-présent |
| États-Unis |                                               |                                                                                  | 1943-1947                                     |              |
| États-Unis |                                               |                                                                                  | 1943-1943                                     |              |
| États-Unis |                                               |                                                                                  | 1942-1943                                     |              |
| États-Unis |                                               |                                                                                  | 1926-1942                                     |              |
| États-Unis |                                               | Aviation du corps des marines des États-Unis United States Marine Corps Aviation |                                               | 1912-présent |

## F
| Pays   |                                               |                                               |                                               | Fondée       |
| Pays   | Force aérienne Nom d'origineActuelle Ancienne | Force aérienne Nom d'origineActuelle Ancienne | Force aérienne Nom d'origineActuelle Ancienne | Fondée       |
| ------ | --------------------------------------------- | --------------------------------------------- | --------------------------------------------- | ------------ |
| France |                                               | Force maritime de l'aéronautique navale       |                                               | 1940-présent |
| France |                                               |                                               | 1912-1940                                     |              |

## G
| Pays  |                                               | |                                               | Fondée       |
| Pays  | Force aérienne Nom d'origineActuelle Ancienne | Force aérienne Nom d'origineActuelle Ancienne                                                                     | Force aérienne Nom d'origineActuelle Ancienne | Fondée       |
| ----- | --------------------------------------------- | --- | --------------------------------------------- | ------------ |
| Grèce |                                               | Commandement des hélicoptères de la marine hellénique Διοίκηση Ελικοπτέρων Ναυτικού Dioikisi Elikopteron Naftikou |                                               | 1976-présent |
| Grèce |                                               | Service d'aviation navale hellénique                                                                              |                                               | 1915-1930    |

## I
| Pays      |                                               | |                                               | Fondée       |
| Pays      | Force aérienne Nom d'origineActuelle Ancienne | Force aérienne Nom d'origineActuelle Ancienne                                                        | Force aérienne Nom d'origineActuelle Ancienne | Fondée       |
| --------- | --------------------------------------------- | --- | --------------------------------------------- | ------------ |
| Inde      |                                               | Aéronavale Naval Air Arm                                                                             |                                               | 1953-présent |
| Indonésie |                                               | Aviation de la marine de l'armée nationale indonésienne Dinas Penerbangan TNI Angkatan Laut (TNI-AL) |                                               | 1974-présent |
| Indonésie |                                               | Aviation de la force navale de la république d'Indonésie Dinas Penerbangan Angkatan Laut RI (ALRI)   |                                               | 1956-1974    |
| Iran      |                                               | Aviation navale de la République islamique d'Iran                                                    |                                               |              |
| Italie    |                                               | Aviation navale Aviazione Navale                                                                     |                                               | 1956-présent |
| Italie    |                                               | Aviation de la marine royale Aviazione della Regia Marina                                            |                                               | 1912-1923    |

## J
| Pays  |                                               | |                                               | Fondée    |
| Pays  | Force aérienne Nom d'origineActuelle Ancienne | Force aérienne Nom d'origineActuelle Ancienne                                                           | Force aérienne Nom d'origineActuelle Ancienne | Fondée    |
| ----- | --------------------------------------------- | --- | --------------------------------------------- | --------- |
| Japon |                                               | Aviation de la Force maritime d'autodéfense japonaise 海上自衛隊 Kaijō Jieitai                          |                                               |           |
| Japon |                                               | Service aérien de la Marine impériale japonaise 大日本帝国海軍航空隊 Dai-Nippon Teikoku Kaigun Kōkū tai |                                               | 1910-1945 |

## M
| Pays     |                                               |                                                 |                                               | Fondée       |
| Pays     | Force aérienne Nom d'origineActuelle Ancienne | Force aérienne Nom d'origineActuelle Ancienne   | Force aérienne Nom d'origineActuelle Ancienne | Fondée       |
| -------- | --------------------------------------------- | ----------------------------------------------- | --------------------------------------------- | ------------ |
| Malaisie |                                               | Aviation navale de la marine royale de Malaisie |                                               | 1934-Présent |
| Maroc    |                                               | Aviation navale royale marocaine                |                                               | 1960-présent |
| Mexique  |                                               | Force aéronavale de la Marine du Mexique        |                                               | 1926-présent |

## N
| Pays    |                                               |                                                               |                                               | Fondée       |
| Pays    | Force aérienne Nom d'origineActuelle Ancienne | Force aérienne Nom d'origineActuelle Ancienne                 | Force aérienne Nom d'origineActuelle Ancienne | Fondée       |
| ------- | --------------------------------------------- | ------------------------------------------------------------- | --------------------------------------------- | ------------ |
| Nigeria |                                               | Branche aérienne de la marine nigériane Nigerian Navy Air Arm |                                               | 1985-présent |
| Norvège |                                               | Service aérien de la Marine Marinens Flyvevesen               |                                               | 1916-1944    |

## P
| Pays                      |                                               |                                                                             |                                               | Fondée       |
| Pays                      | Force aérienne Nom d'origineActuelle Ancienne | Force aérienne Nom d'origineActuelle Ancienne                               | Force aérienne Nom d'origineActuelle Ancienne | Fondée       |
| ------------------------- | --------------------------------------------- | --------------------------------------------------------------------------- | --------------------------------------------- | ------------ |
| Pakistan                  |                                               | Branche aérienne navale du Pakistan Pakistan Naval Air Arm                  |                                               | 1973-présent |
| Papouasie-Nouvelle-Guinée |                                               | Élément d'Opérations aériennes Air Operations Element                       |                                               |              |
| Paraguay                  |                                               | Aviation navale paraguayenne, Aviación Naval Paraguaya                      |                                               | 1980-présent |
| Pays-Bas                  |                                               | Service de l'aviation navale néerlandaise Marineluchtvaartdienst            |                                               | 1917-présent |
| Pérou                     |                                               | Aviation navale Aviación Naval                                              |                                               | 1980-présent |
| Pérou                     |                                               | Service aéronavale Servicio Aeronaval                                       |                                               | 1963-1980    |
| Philippines               |                                               | Groupe aéronavale des Philippines Philippine Naval Air Group                |                                               | 1974-présent |
| Philippines               |                                               | Unité aéronavale des Philippines Philippine Naval Air Unit                  |                                               | 1960-1974    |
| Philippines               |                                               | Section aéronavale des Philippines Philippine Naval Air Section             |                                               | 1947-1960    |
| Pologne                   |                                               | Aviation navale Lotnictwo Marynarki Wojennej                                |                                               | 1947-présent |
| Portugal                  |                                               | Escadron d'hélicoptères de la Marine Esquadrilha de Helicópteros da Marinha |                                               | 1993-présent |
| Portugal                  |                                               | Forces aéronavales Forças Aeronavais                                        |                                               | 1952-1957    |
| Portugal                  |                                               | Forces aériennes de la Marine Forças Aéreas da Armada.                      |                                               | 1931-1952    |
| Portugal                  |                                               | Services de l'aéronautique navale Serviços da Aeronáutica Naval;            |                                               | 1918-1931    |
| Portugal                  |                                               | Service de l'aviation de la Marine Serviço de Aviação da Armada             |                                               | 1917-1918    |

## R
| Pays        |                                               |                                                                                      |                                               | Fondée       |
| Pays        | Force aérienne Nom d'origineActuelle Ancienne | Force aérienne Nom d'origineActuelle Ancienne                                        | Force aérienne Nom d'origineActuelle Ancienne | Fondée       |
| ----------- | --------------------------------------------- | ------------------------------------------------------------------------------------ | --------------------------------------------- | ------------ |
| Roumanie    |                                               | Groupe des hélicoptères de la marine roumaine Grupul de elicoptere                   |                                               | 2007-présent |
| Royaume-Uni |                                               | Fleet Air Arm                                                                        |                                               | 1937-présent |
| Royaume-Uni |                                               | Royal Naval Air Service                                                              |                                               | 1914-1918    |
| Russie      |                                               | Aviation navale russe Авиация Военно-Морского Флота Aviatsiya Voyenno-Morskogo Flota |                                               | 2010-présent |
| Russie      |                                               |                                                                                      | 1991-2010                                     |              |
| Russie      |                                               | Aviation navale soviétique                                                           |                                               | ??-1991      |
| Russie      |                                               |                                                                                      | 1918-??                                       |              |

## S
| Pays  |                                               |                                               |                                               | Fondée    |
| Pays  | Force aérienne Nom d'origineActuelle Ancienne | Force aérienne Nom d'origineActuelle Ancienne | Force aérienne Nom d'origineActuelle Ancienne | Fondée    |
| ----- | --------------------------------------------- | --------------------------------------------- | --------------------------------------------- | --------- |
| Suède |                                               | Aviation navale Marinflyget                   |                                               | 1958-1998 |
| Suède |                                               | Service aéronaval Marinens Flygväsen          |                                               | 1911-1926 |

## T
| Pays    |                                               |                                                             |                                               | Fondée       |
| Pays    | Force aérienne Nom d'origineActuelle Ancienne | Force aérienne Nom d'origineActuelle Ancienne               | Force aérienne Nom d'origineActuelle Ancienne | Fondée       |
| ------- | --------------------------------------------- | ----------------------------------------------------------- | --------------------------------------------- | ------------ |
| Taïwan  |                                               | Commandement de l'aviation navale de la République de Chine |                                               | 1995-présent |
| Taïwan  |                                               | Groupe naval anti-sous-marine                               |                                               | 1991-1995    |
| Taïwan  |                                               | Escadron de la flotte d'hélicoptères                        |                                               | 1977-1991    |
| Taïwan  |                                               | Service aéronaval Chinois                                   |                                               | 1927-1938    |
| Turquie |                                               | Aéronavale turque Türk Donanma Havacılığı                   |                                               | 1971-présent |

## U
| Pays    |                                               |                                                     |                                               | Fondée       |
| Pays    | Force aérienne Nom d'origineActuelle Ancienne | Force aérienne Nom d'origineActuelle Ancienne       | Force aérienne Nom d'origineActuelle Ancienne | Fondée       |
| ------- | --------------------------------------------- | --------------------------------------------------- | --------------------------------------------- | ------------ |
| Ukraine |                                               | Aviation navale ukrainienne Морська авіація України |                                               | 1992-présent |
| Uruguay |                                               | Aéronavale uruguayenne Aviación Naval Uruguaya      |                                               | 1951-présent |
| Uruguay |                                               | Service aéronautique Servicio Aeronáutico           |                                               | 1925-1951    |

## V
| Pays      |                                               |                                                                      |                                               | Fondée       |
| Pays      | Force aérienne Nom d'origineActuelle Ancienne | Force aérienne Nom d'origineActuelle Ancienne                        | Force aérienne Nom d'origineActuelle Ancienne | Fondée       |
| --------- | --------------------------------------------- | -------------------------------------------------------------------- | --------------------------------------------- | ------------ |
| Venezuela |                                               | Aviation de la marine vénézuélienne Aviación de la Marina Venezolana |                                               | 1922-présent |

## Anciens pays et mouvements
| Pays             |                                               |                                                                                               |                                               | Fondée    |
| Pays             | Force aérienne Nom d'origineDernière Ancienne | Force aérienne Nom d'origineDernière Ancienne                                                 | Force aérienne Nom d'origineDernière Ancienne | Fondée    |
| ---------------- | --------------------------------------------- | --------------------------------------------------------------------------------------------- | --------------------------------------------- | --------- |
| Empire ottoman   |                                               | Service et académie de l'aviation navale ottomane Bahriye Tayyare Mektebi ve Havacılık Şubesi |                                               | 1914-1919 |
| Union soviétique |                                               | Aviation navale des ouvriers et paysans Рабоче-крестьянский воздушный флот                    |                                               | 1918-1930 |